# 四川柳莺
四川柳莺（学名：Phylloscopus forresti）为柳莺科柳莺属的鸟类，为中国特有鸟种，分布于中国云南北部、四川中部和陕西南部。栖息于海拔2000-4600m的针叶林或针阔混交林，单独或成对活动。
四川柳莺曾作为黄腰柳莺（Phylloscopus proregulus）的亚种，淡黄腰柳莺（Phylloscopus chloronotus）从黄腰柳莺中独立成种后，又被一些学者作为淡黄腰柳莺的亚种。2004年，约亨·马滕斯等通过分子遗传学和声谱分析方法研究后，建议将其视作独立物种——四川柳莺。
与云南柳莺和甘肃柳莺十分相近，但顶冠纹更清晰。
四川柳莺的种本名“forresti”取自乔治·福雷斯特之名，中文名则对应自英文名“Sichuan Leaf Warbler”。